# Вадзіма Коїті
Коїті Вадзіма (нар. 21 квітня 1943 року в Карафуто або Сібецу) — колишній японський професійний боксер, змагався у першій середній ваговій категорії. Двічі був абсолютним чемпіоном світу у першій середній вазі, мав титули чемпіона WBC та WBA.

## Дитинство та рання кар'єра
Вадзіма народився в Карафуто (нинішній Сахалін), який став радянською територією, коли Вадзімі було три роки. Він та його родина переїхали до Сібецу, Хоккайдо, але ледве могли заробити життя. Вадзіму довелося віддати на усиновлення. Він жив зі своєю прийомною сім'єю, доки його батьки працювали в Сібецу.
Вадзіма почав працювати рибалкою разом зі своїми прийомними батьками. Він ще навчався у середній школі, але мав працювати на нічних змінах. Єдиним проміжком часу, коли міг поспати, був час занять. Він був бійцем з юних років як у прямому, так і в переносному значенні, йому доводилося щодня працювати не покладаючи рук, і він часто бився з іншими дітьми.
Після закінчення середньої школи він вирушив до Токіо, де деякий час працював водієм вантажівки, перш ніж приєднався до боксерського клубу Місако. Його професійний дебют відбувся у березні 1968 року, йому було 25 років.

## Професійна кар'єра
Вадзіма отримав титул чемпіона Японії у першій середній вазі у вересні 1969 року. Він захищав титул дев'ять разів. Він отримав свій перший шанс здобути титул чемпіона світу в бою проти Кармело Боссі 31 жовтня 1971 року в Токіо, Вадзіма виграв у результаті роздільного рішення суддів і завоював свій перший титул чемпіона світу. Він провів свій перший захист у травні 1972 року, витративши менше двох хвилин, щоб нокаутувати свого супротивника. Він захищав титул загалом шість разів. Він швидко став одним із найпопулярніших боксерів у Японії завдяки своєрідному удару «стрибок жаби».
Він програв свій сьомий захист Оскару Альбарадо у 1974 році нокаутом у 15-му раунді. Він виграв матч-реванш з Альбарадо через сім місяців, 21 січня 1975 року, і зумів помститися за свою програш, повернувши звання абсолютного чемпіона світу. У березні він був позбавлений титулу WBC, а 4 червня програв Ю Дже Ду свій титул WBA. Проте він повернув пояс WBA у лютому 1976 року, нокаутувавши Ю в 15-му раунді.
Вадзіма програв Хосе Мануелю Дюрану у своєму першому захисті, втративши титул чемпіона світу втретє у своїй кар'єрі. Він провів свій останній бій 7 червня 1977, кинувши виклик Едді Гасо, власнику поясу WBA, але програв нокаутом в 11-му раунді. Це був останній бій у його кар'єрі. Загалом він здобув 31 перемогу, 25 з яких — нокаутом.

## Після закінчення кар'єри
Як і багато інших японських боксерів, після відходу зі спорту Вадзіма став успішною телевізійною особистістю і з'являвся в ігрових шоу та телевізійних драмах. Він став головою Ради з боксу Східної Японії і заснував у Токіо свою боксерську залу. Його зять володіє успішною пельменною в Кокубундзі, Токіо.
Вадзіма підтримував Івао Хакамаду, засудженого за вбивство боксера, і стверджував, що він невинний. Пізніше Хакамада було звільнено після 45 років ув'язнення завдяки новим доказам та виявлення факту фальсифікації доказів.